# Анатолий Арцебарски
Анатолий Павлович Арцебарский (р. на 9 септември 1956 г. в с. Просяна, Покровски район, Днепропетровска област, Украинска ССР, СССР) е летец-космонавт на СССР, летец-изпитател на СССР и Русия, Герой на Съветския съюз, обществен и научен деец от Русия, полковник от запаса.

## Биография

### Образование
- През 1973 г. завършва средно образование в родното си село.
- През октомври 1977 г. завършва харковското Висше военно авиационно училище за летци, специалност „Командна тактическа изтребителна авиация“, квалификация военен летец-инженер.
- През 1983 – 1987 г. учи във Вечерния факултет по самолетостроене на Московския авиационен институт без откъсване от работа
- От 28 юли 1994 г. учи в Академията на Генералния щаб на Министерството на отбраната на Руската федерация, завършва я на 18 юни 1996 г.

### Военна служба
- През 1977 г. завършва военното училище и остава на служба там като летец-инструктор. Усвоява и получава допуск за МиГ-21ПФ, МиГ-21ПФМ, МиГ-21У, МиГ-21УС, МиГ-21УМ.
- През ноември 1982 е прехвърлен в Център за изпитания на авиационна техника и подготовка на летци-изпитатели.
- През 1982 – 1996 г. е на летателно-изпитателна и космическа служба.
- На 25 октомври 1991 г. му е присвоено воинското звание „полковник“.
- Излиза от отряда на космонавтите през 1994 г. и е командирован в Центъра за програмни изследвания на Руската академия на науките като съветник и инструктор-космонавт.

Общият му нальот е повече от 1600 часа, има 48 скока с парашут.

#### Класност
- от 11 август 1978 – военен летец 3-ти клас
- от 5 ноември 1980 – военен летец 2-ри клас
- от 21 февруари 1981 – военен летец 1-ви клас
- от 4 август 1983 – летец-изпитател 3-ти клас
- от 14 февруари 1986 – летец-изпитател 2-ри клас
- от 24 януари 1992 – космонавт 2-ри клас

### Космически изследвания

#### Подготовка
- Включен е в програмата за подготовка на полет с кораба за многократно ползване „Буран“.
- През ноември 1985 – май 1987 г. минава курс по общокосмическа подготовка в Центъра за подготовка на космонавти „Ю. Гагарин“, получава квалификацията „космонавт-изпитател“.
- През 1988 – 1989 г. е в подготовка с групата космонавти по програмата за полети на орбиталния комплекс „Мир“ (ОК „Мир“).
- През юли 1989 – февруари 1990 г. е в подготовка за полет на ОК „Мир“ като командир на резервния екипаж, заедно със Сергей Авдеев.
- През февруари 1990 – юли 1990 г. е в подготовка за полет по програмата на 7-а основна експедиция на ОК „Мир“ в като командир на третия (резервен) екипаж:
  - през февруари 1990 – 13 юни 1990 г. е заедно с Муса Манаров;
  - от 13 юни 1990 г. без партньор (М. Манаров е изпратен за бординженер в дублиращия екипаж на космическия кораб „Союз ТМ-10“ на мястото на Виталий Севастянов, отстранен от продължителен полет по медицински показания).
- От 13 август до 12 ноември 1990 г. е в подготовка по програмата на 8-а основна експедиция на ОК „Мир“ като командир на дублиращия екипаж заедно със Сергей Крикальов и японската космонавтка Ипей Кикучи.
- От 5 декември 1990 до 19 април 1991 г. е в подготовка по програмата на 9-а основна експедиция на ОК „Мир“ като командир на основния екипаж заедно със С. Крикальов и космонавтката от Великобритания Хелън Шърман.

#### Космически полет
Извършва дълъг космически полет от 18 май до 10 октомври 1991 като командир на екипажа на транспортния кораб „Союз ТМ-12“ и ОК „Мир“ по програмата на 9-а основна експедиция и програмата „Джуно“ (Juno). В стартовия екипаж влизат С. Крикальов и Х. Шърман. Става 248-и човек в космоса, 71-ви от СССР.
По време на космическия полет извършва 6 излизания в открития космос:
- 24 юни продължителност 4 часа 58 минути
- 28 юни – 3 часа 24 минути
- 15 юли – 6 часа 4 минути
- 19 юли – 5 часа 28 минути
- 23 юли – 5 часа 34 минути
- 27 юли – 6 часа 49 минути

„Предава“ смяната на ОК „Мир“ на командира на 10-а основна експедиция А. Волков, връща се на земята със „Союз ТМ-12“ заедно с членовете на 8-а посетителска експедиция Токтар Абукиров (СССР) и Франц Фибок (Австрия).
Продължителността на полета е 144 денонощия 15 часа 21 минути 50 секунди. Продължителността на работата в открития космос е 32 часа 17 минути.

### Научна дейност
- От 20 март 1999 г. е ръководител на отдел „Пропаганда“ на Руската космическа федерация.
- от 16 юни 2000 г. е вицепрезидент на Руската космическа федерация.
- През 2000 г. е избран за академик на Международната академия за информация, комуникация и контрол в природата и обществото.
- През 2005 г. е избран за академик на Академията за проблеми в сигурността, отбраната и законността в Русия.

### Кариера
- От 12 април 1999 г. е първи заместник-председател на управлението на Народния благотворителен фонд за запазване на станцията „Мир“.
- От 9 ноември 1999 г. е генерален директор на същия фонд.
- От 22 март 2001 г. е съветник на президента на „Европейската тръстова банка“.
- От 26 май 2004 г. е член на Съвета на директорите на същата банка.
- От 15 март 2007 г. е ръководител на АД „Казкосмос“ (на Република Казахстан) в Москва, преименувано (2 август 2007) на Национална компания „Казакстан Гариш Сапари“.

## Награди
- „Герой на Съветския съюз“ с връчване на медал „Златна звезда“ и орден „Ленин“ (10 октомври 1991)
- „Летец-космонавт на СССР“ (10 октомври 1991)
- Заслужил изпитател на космическа техника (2000)
- 11 медала